# De Randfichten
De Randfichten sind eine volkstümliche Musikgruppe aus Johanngeorgenstadt im Erzgebirge. Seit ihrer Gründung 1992 erlebte die Band mehrere Umbesetzungen. Mit ihrer Version des Volksliedes Lebt denn dr alte Holzmichl noch? erreichten sie 2004 einen großen Erfolg in den deutschen Singlecharts und wurden auch außerhalb der volkstümlichen Musikszene bekannt.

## Werdegang

### Vor dem „Holzmichl“

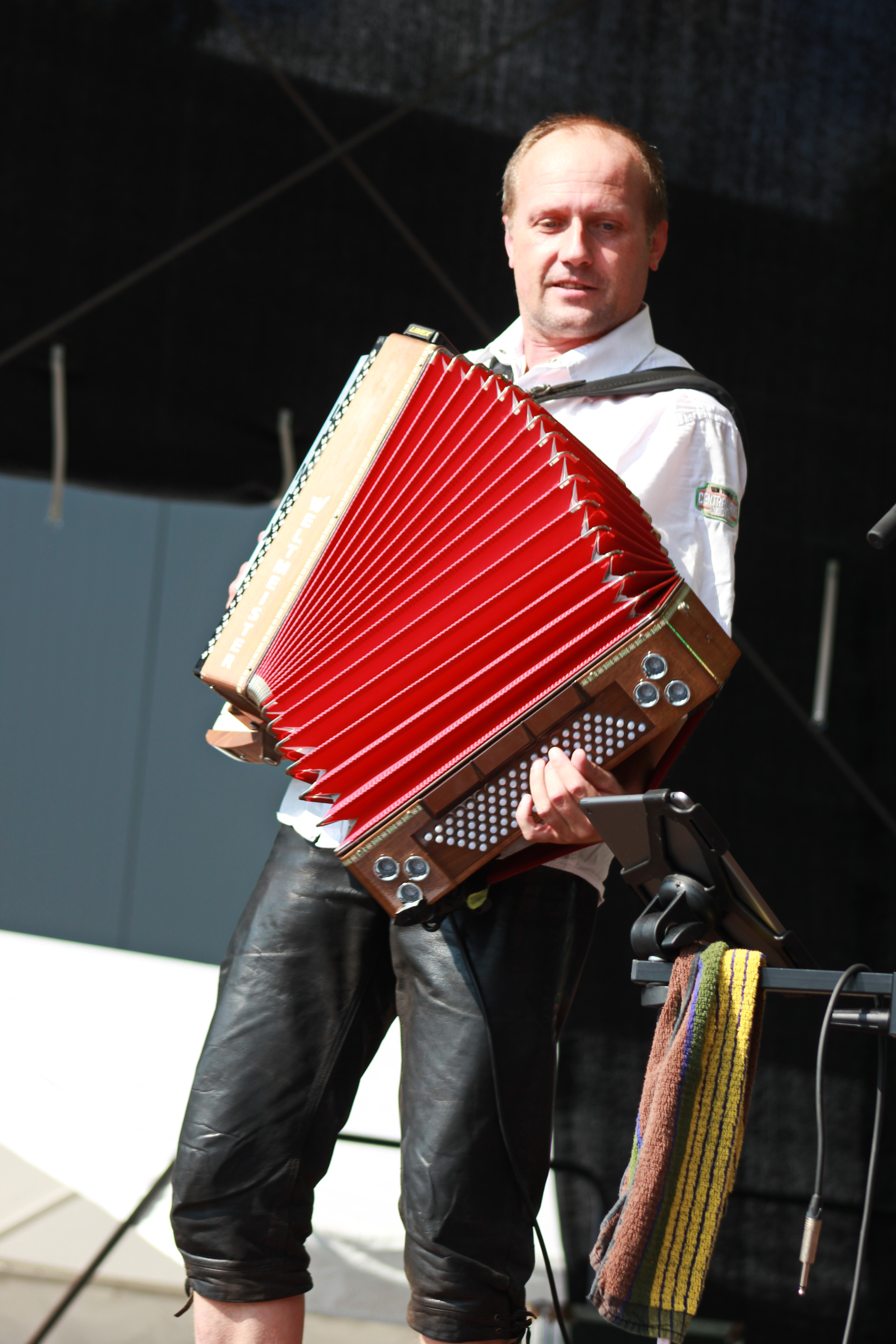
Michael „Michl“ Rostig

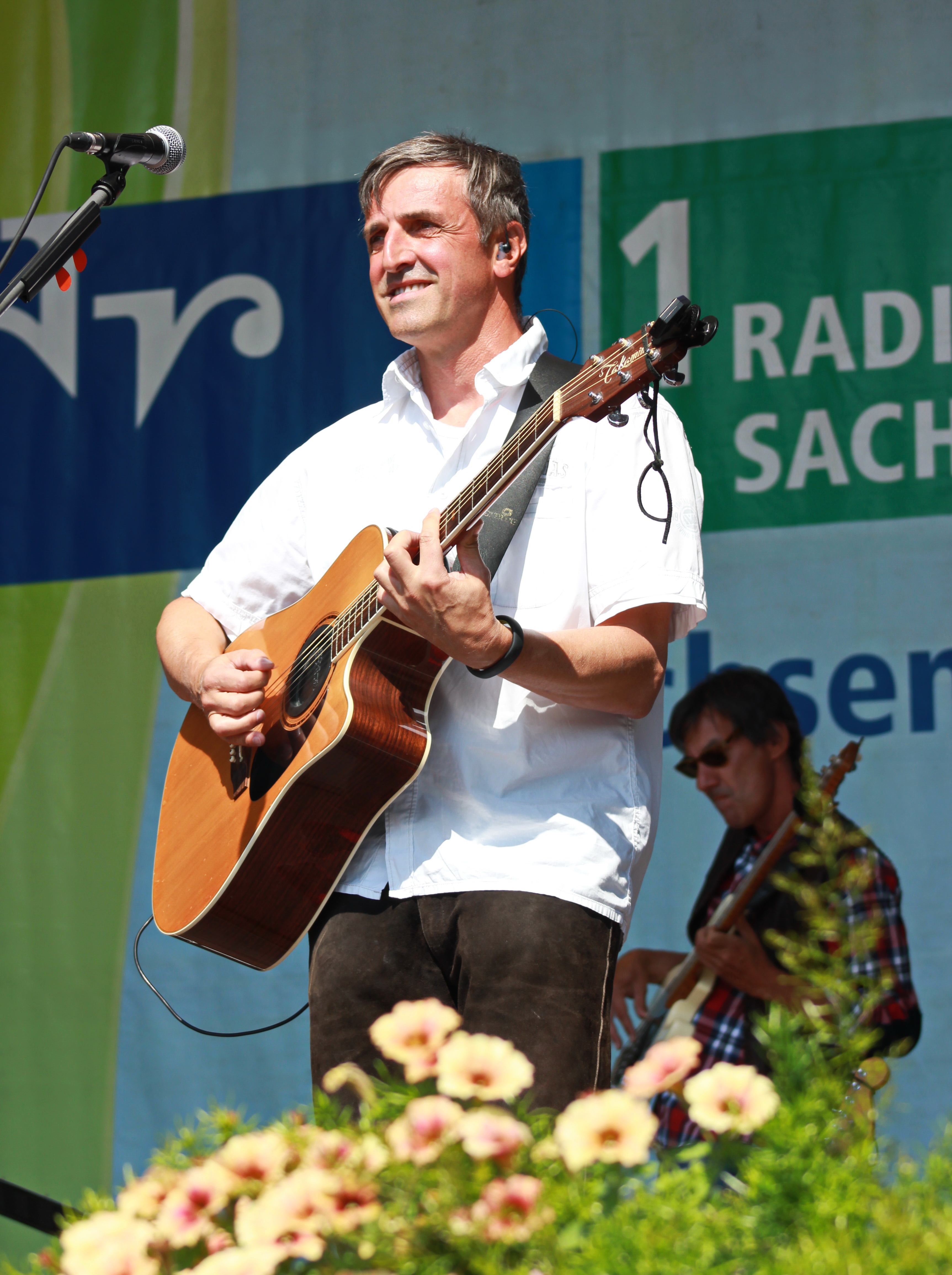
Thomas „Lauti“ Lauterbach

1992 gründeten Thomas „Rups“ Unger und Michael „Michl“ Rostig die Original Arzgebirgschen Randfichten. Der Name Randfichten meint die Bäume am Rand eines Waldes, die den Witterungseinflüssen besonders ausgesetzt sind und daher besonders stark und widerstandsfähig sein müssen. Unger und Rostig spielten zunächst überwiegend im privaten Rahmen. Ab 1995 wurden sie für zwei Jahre durch Doris Mühlig († 2004) auf der Gitarre unterstützt. Im August 1996 traten sie erstmals im Fernsehen (MDR) auf. 1997 stieß Thomas „Lauti“ Lauterbach zu der Gruppe, die sich seit 2000 De Randfichten nennt.
Das Debütalbum Do pfeift dr Fuchs … erschien 1997. Der Fuchs wurde zum Maskottchen des Trios und dadurch (in ausgestopfter Form) beliebtes Fan-Accessoire. Nach mehreren Auftritten im Regionalfernsehsehen, u. a. in Achims Hitparade, wurden De Randfichten 2000 vom MDR mit dem nach Herbert Roth benannten Preis als beste Nachwuchsband ausgezeichnet. 2001 schrieben sie die Musik für die Doku-Soap Ski heil am Fichtelberg, und gründeten Im Folgejahr ihr Plattenlabel Rafi-Records.

### Der „Holzmichl“
Mit der Single Lebt denn dr alte Holzmichl noch?, die den dritten Platz der deutschen Singlecharts erreichte, wurde die Gruppe 2004 deutschlandweit bekannt.
Das Lied vom Holzmichel ist ein altes Volkslied, das in verschiedenen Textfassungen in vielen Teilen Deutschlands verbreitet ist. Die älteste bekannte Ur-Fassung stammt aus dem Raum Hanau, wo es mit dem Text „Lebt denn der alte Hanauer noch“ um 1736 seine Geburtsstunde erlebte. Der alte Hanauer ist ein Studenten- und Scherzlied, das seine Entstehung den Todesumständen des letzten Grafen von Hanau, Johann Reinhard III. (1665–1736), verdankt.
Das Lied verdankt seinen Charakter als Stimmungslied, der zu einem großen Teil für seinen Erfolg auch außerhalb des üblichen Volksmusikpublikums verantwortlich ist, der Tatsache, dass die Zuhörer bei der Textzeile „Ja, er lebt noch“ beide Arme in die Luft reißen und so aktiv einbezogen werden. Nachdem das Lied im Winter 2003/04 auf zahlreichen Wintersportveranstaltungen wie den Biathlon-Weltmeisterschaften 2004 gespielt worden war, erlangte es überregionale Bekanntheit. Im Februar 2004 wurde es als Single veröffentlicht, die von vielen Radio- und Musikfernsehstationen weitgehend boykottiert wurde. Dennoch wurde das Lied zur meistverkauften deutschsprachigen Single des Jahres 2004. Vom 16. Februar 2004 bis zum 7. März 2005 war es insgesamt 56 Wochen in den offiziellen Verkaufscharts vertreten und zählt damit zu den erfolgreichsten deutschen Singles überhaupt. Sowohl die Single als auch das zugehörige Album erreichten Platinstatus.
Mit dem Holzmichl erreichten De Randfichten auch ein Publikum außerhalb der Volksmusikszene. Unter anderem traten sie als erste volkstümliche Musikgruppe in den Sendungen Top of the Pops und The Dome auf und vermarkteten Merchandising-Artikel wie das in Seiffen/Erzgeb. hergestellte Holzmichl-Räuchermännchen.
Die Popularität der Randfichten insbesondere durch ihr Lied Holzmichl stieß auf verschiedene Reaktionen. Ein Chemnitzer Unternehmer ließ T-Shirts und Aufkleber mit der Aufschrift Tötet den Holzmichel vertreiben, was ihm nach einem Prozess auf Betreiben der Randfichten gerichtlich untersagt wurde. Eine im NDH-Bereich angesiedelte Parodie auf die Randfichten mit dem Namen De Randgruppe stieg im Dezember 2004 mit dem Titel Holzmichel – Die Antwort ebenfalls in die Charts ein.

### Nach dem „Holzmichl“

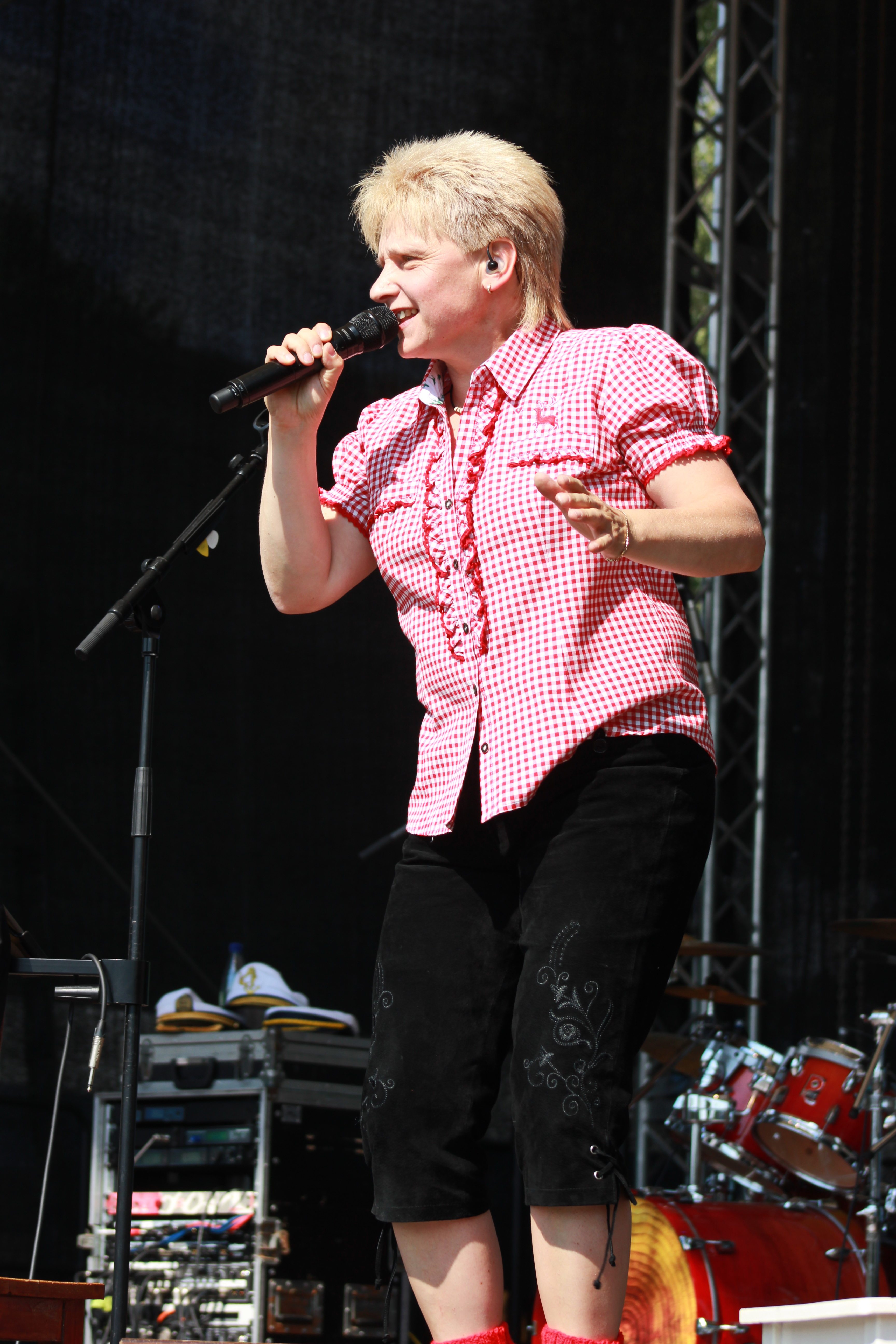
Marion Frank alias De Orgelpfeif

Am 12. Februar 2005 erreichten De Randfichten beim ersten Bundesvision Song Contest mit dem Titel Jetzt geht die Party richtig los den sechsten Platz für den Freistaat Sachsen. Anfang 2006 folgte mit Das kommt vom Rudern eine neue Version des Nummer-eins-Hits von 1964 von Peter Lauch & den Regenpfeifern. Im Jahr 2007 feierten De Randfichten ihr 15-jähriges Bühnenjubiläum. Am 15. Juni 2007 veröffentlichten sie eine Jubiläumssingle und veranstalteten am 7. und 8. Juli eine Jubiläumsparty auf der Naturbühne Greifensteine. Nach einer schöpferischen Pause im Jahr 2009 kehrte die Band 2010 als Randfichten (nun ohne das „De“) mit einer neuen CD und dem Cover des Hasenscheisse-Songs Rups am Grill bei Koch Universal Music und einem überarbeiteten Bühnenprogramm zurück. Ende 2011 veröffentlichten sie nicht nur die Single Crottendorfer Raacherkerzllied bei ihrem eigenen Label Rafi Music, sondern waren auch zurück bei EMI Music. Außerdem ist auch das „De“ wieder Teil des Bandnamens. Am 6. Januar 2012 erschien die Single Du kleine Fliege im Handel und als Download. Ende Januar folgte das Album Aufgewurzelt. Anschließend starteten De Randfichten zu ihrem 20-jährigen Bühnenjubiläum die Jubiläumstour.
Der bekennende Christ Thomas Unger veröffentlichte im Herbst 2012 eine Solo-CD unter dem Titel Alles was ich brauch, ein „Lobpreis auf den Herrn“, eine direkte Reaktion darauf, dass er nach eigener Aussage durch seine Gottesbeziehung Angst und Panikattacken überwand.
Thomas Unger zog sich Mitte 2014 aus persönlichen und gesundheitlichen Gründen aus der Band zurück. Am 21. Juni hatte das Trio seinen letzten gemeinsamen Auftritt. Die verbliebenen Mitglieder kündigten an, zusammen mit Marion Frank alias De Orgelpfeif als Sängerin weiterzumachen.
2018 entschied sich auch Thomas Lauterbach zum Ausstieg aus der Gruppe; seinen letzten Auftritt mit der Band hatte er beim Randfichten-Fanfest am 2. Juni 2018 in Freiberg. Kurz darauf wurde René Schröder durch ein Casting als neuer Gitarrist der Randfichten ausgewählt.
Der Sänger Toni Kraus ist Ungers Sohn.

## Der Holzmichel als Kunstfigur

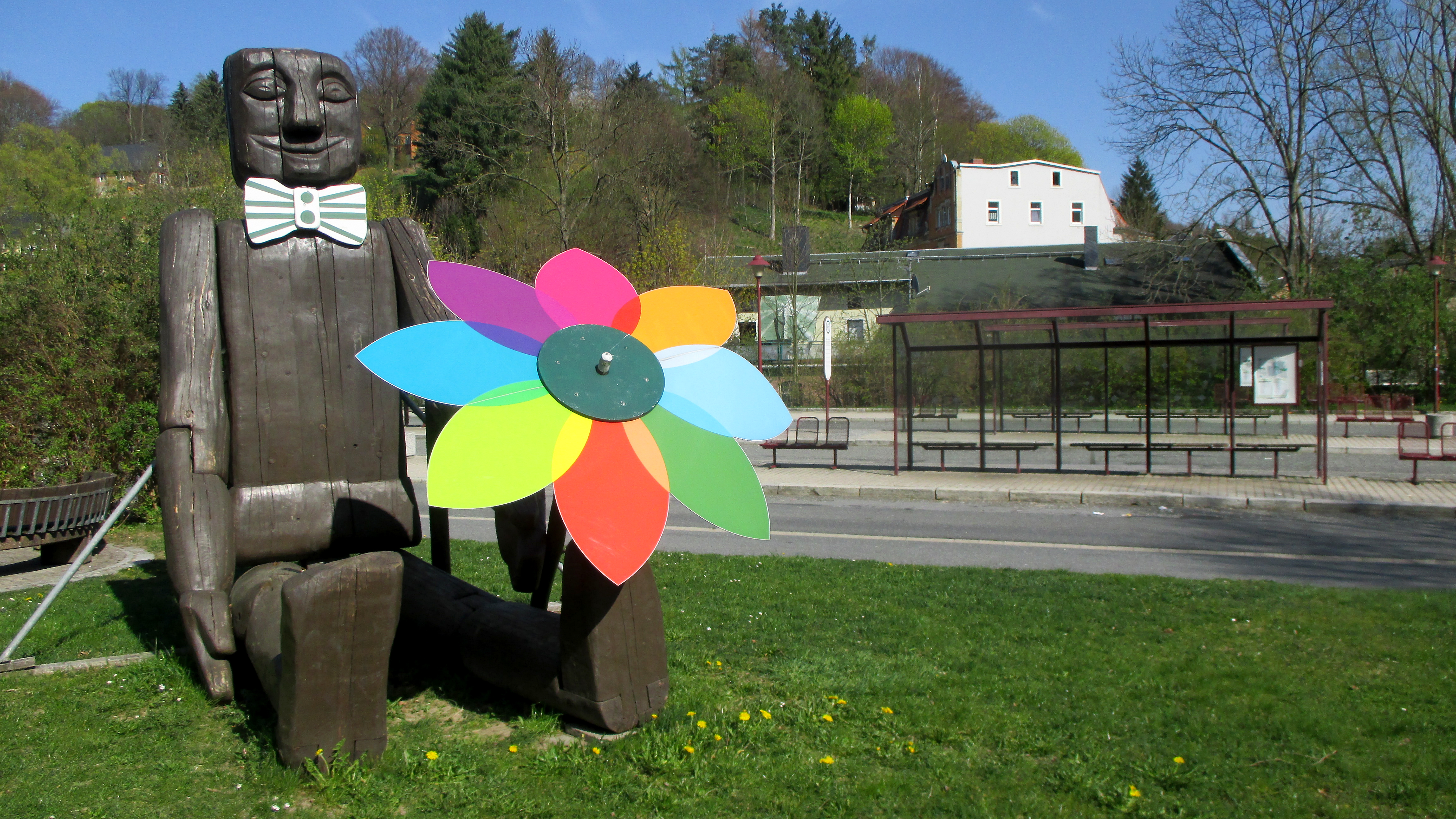
Holzmichel in Sebnitz am Busbahnhof

In Sebnitz wurde der Holzmichel als dauerhafte, metergroße Kunstfigur am Busbahnhof aufgestellt.

## Diskografie

### Alben
- 1997: Do pfeift dr Fuchs … (Saxonia Music)
- 2000: Halli, hallo … (Eigenproduktion)
- 2001: Weihnachten im Erzgebirge (Eigenproduktion)
- 2002: s’Arzgebirg im Blut (Eigenproduktion)
- 2003: De Randfichten – Das Beste (MCP)
- 2004: dr Holzmichl
- 2004: Winter im Erzgebirge (beide EMI Music) (Wiederveröffentlichung, hieß zuvor Weihnachten im Erzgebirge)
- 2005: Heja Ho, de Randfichten sei do (EMI Music)
- 2006: Unsere schönsten Balladen (EMI Music)
- 2008: Eiszapfenwetter (EMI Music)
- 2010: Aus gutem Holz (Koch Universal Music)
- 2012: Aufgewurzelt (EMI Music)
- 2012: Aufgewurzelt live (EMI Music)
- 2015: Wir Sind Gut Drauf (DA Music)
- 2017: 25 (DA Music)
- 2022: Hurra wir sind noch da (30 Jahre)

### Singles
- 2001: Ski heil am Fichtelberg (Eigenproduktion)
- 2004: Lebt denn dr alte Holzmichl noch?
- 2004: Lebt denn dr alte Holzmichl noch – Clubstepper Remix, De lustigen Holzhackerleit (EMI Music)
- 2005: Jetzt geht die Party richtig los (EMI Music)
- 2006: Das kommt vom Rudern (EMI Music)
- 2006: Wer heute noch an Engel glaubt (EMI Music)
- 2007: Nananana (EMI Music)
- 2010: Rups am Grill (Koch Universal Music)
- 2011: Crottendorfer Raacherkerzllied (Rafi Music)
- 2012: Du kleine Fliege (EMI Music)
- 2012: Du kleine Fliege featuring Markus Becker (EMI Music)
- 2019: Hey Du

### Videoalben
- 2004: Live – Do pfeift dr Fuchs (DE: Gold)
- 2005: Heja ho – de Randfichten sei do
- 2005: Winter im Erzgebirge
- 2012: Aufgewurzelt live – 20 Jahre Randfichten

## Auszeichnungen
- 1997: Talentwettbewerb der Schwerterbrauerei in Meißen
- 2000: Musikantenkönig in Achims Hitparade und Herbert-Roth-Preis (Beste Nachwuchsgruppe)
- 2002: Musikantenkönig in Achims Hitparade
- 2003: Ehrenpreis der Stadt Johanngeorgenstadt
- 2004: Goldene Henne, Goldene Stimmgabel (Beste Volkstümliche Musik), Musikantenkönig in Achims Hitparade und Herbert Roth Preis (Erfolgreichste Gruppe)
- 2005: Echo (Beste Volkstümliche Musik) und Krone der Volksmusik (Erfolgreichste Gruppe 2004)
- 2011: Faustorden des Handwerker Carnevalsverein Weimar

## Ehrung

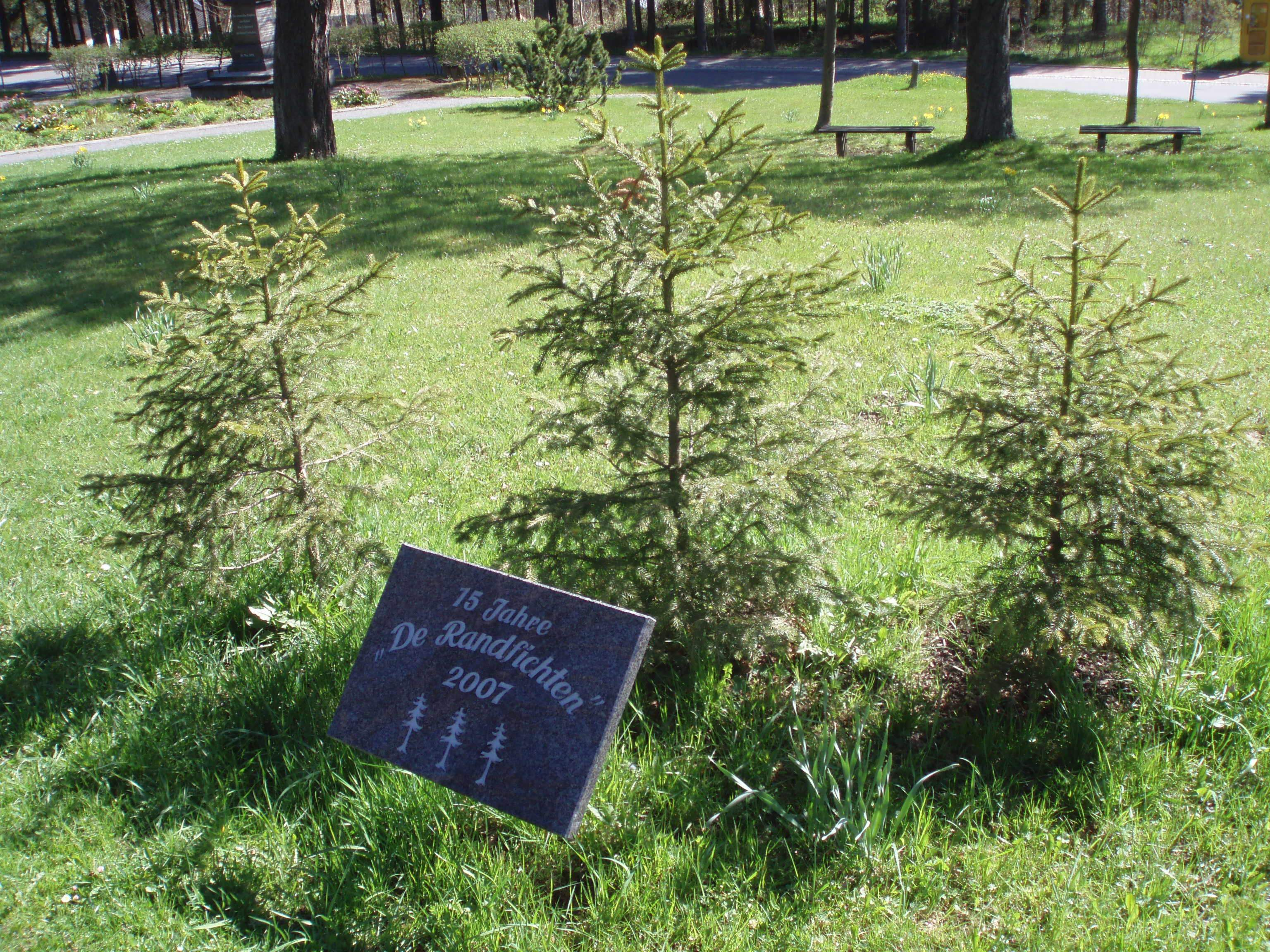
Denkmal in Johanngeorgenstadt (Zustand 2008)

Aus Anlass des 15-jährigen Bestehens der Gruppe im Jahre 2007 wurden auf dem Marktplatz in Johanngeorgenstadt ein Gedenkstein errichtet und drei, inzwischen nicht mehr vorhandene Fichten gepflanzt.